# Kaspar Schrammel

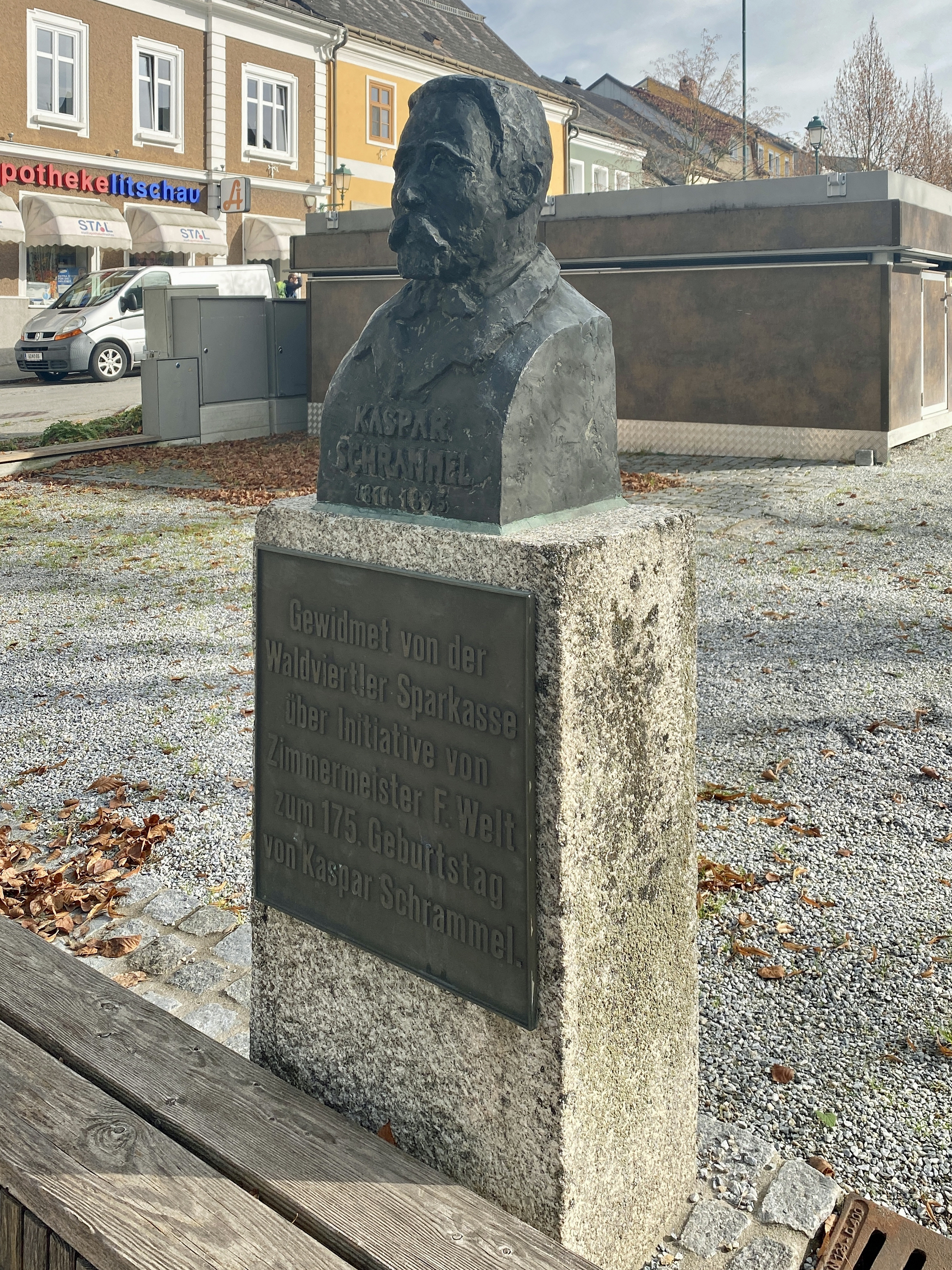
Denkmal für Kaspar Schrammel in Litschau

Kaspar Schrammel (* 6. Jänner 1811 in Litschau, Niederösterreich; † 20. Dezember 1895 in Langenzersdorf) war ein österreichischer Musiker und Komponist.

## Leben
Kaspar Schrammel war wie sein Vater gelernter Weber, er trat seit seiner Jugend als Klarinettist auf dörflichen Festen auf. 1833, mit 22 Jahren, heiratete Schrammel Josefa Irrschik und hatte mit ihr einen Sohn, Konrad Schrammel (1833–1905). Bereits nach vierjähriger Ehe verstarb seine Ehefrau Josefa.
Um 1846 ließ sich Schrammel zusammen mit seinem Sohn in Wien-Neulerchenfeld nieder. Er gründete ein kleines Orchester, welches regelmäßig in den Gasthäusern der Umgebung zu den verschiedensten Anlässen aufspielte.
1850 und 1852 hatte er zwei unehelich geborene Söhne mit der späteren Volkssängerin Aloisia Ernst. Johann und Josef, deren Mutter er 1853 heiratete, wurden 1857 legitimiert. Die Musik der Söhne wurde als Schrammelmusik bekannt. Als Komponist setzte Kaspar Schrammel seinen Schwerpunkt weniger auf eigenes Schaffen, sondern bearbeitete und arrangierte bereits Bekanntes.
Neben der Arbeit mit seinem Orchester begleitete Schrammel auch gelegentlich seine Frau musikalisch bei deren Auftritten.
Erst nach seinen beiden berühmteren Söhnen starb er im Alter von über 80 Jahren in Langenzersdorf. Das derzeitige Ehrengrab der Marktgemeinde Langenzersdorf befindet sich in einem renovierungsbedürftigen Zustand.
Anlässlich des 90. Todestages von Kaspar Schrammel, im Jahr 1985, wurde in Langenzersdorf vom Berg- und Wanderverein Wienerland ein zwölf Kilometer langer Themen-Wanderweg eröffnet. Der Weg verband das Heimatmuseum (Schrammel-Sammlung) mit der Schrammelgasse und dem Sterbehaus in der Korneuburger Straße. In der Zwischenzeit wurde der Weg auf zehn Kilometer verkürzt, jedoch im Rahmen des „Weinviertler Wanderquartetts“ und IVV-Wertung einem größeren Kreis bekannt gemacht.

## Anerkennungen
- Ehrengrab in der Marktgemeinde Langenzersdorf
- Kaspar-Schrammel-Wanderweg in Langenzersdorf
- In der Geburtsstadt Litschau wird das Schrammel.Klang.Festival durchgeführt (jährlich Anfang Juli).